# Kolegöl
Kolegöl är en sjö i Vetlanda kommun i Småland och ingår i Emåns huvudavrinningsområde. Sjön är 8,3 meter djup, har en yta på 0,02 kvadratkilometer och är belägen 170 meter över havet.